# Loio-Pérsio

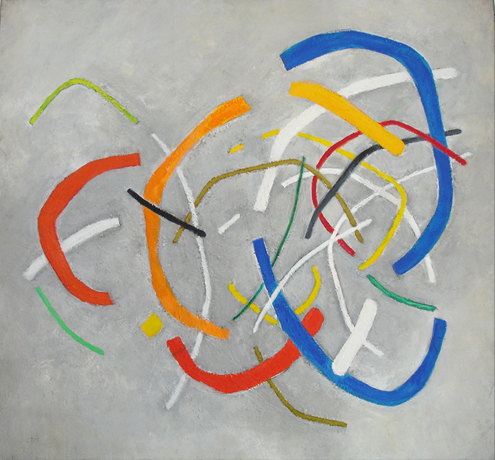
Obra "Sem Título", técnica mista, 1,00m x 0,93m, Espírito Santo, 1991.

Loio Pérsio Navarro Vieira de Magalhães (Tapiratiba, novembro de 1927 — Rio de Janeiro, janeiro de 2004) foi um pintor, desenhista, gravador, ilustrador e artista gráfico brasileiro. Filho do poeta Pedro Saturnino Vieira de Magalhães e de Judith Magalhães Navarro .
Graduou-se em ciências jurídicas e sociais pela Universidade Federal do Paraná. Foi um dos principais precursores do abstracionismo lírico / informal no Brasil. Sua obra é marcada pela espontaneidade do gesto em jogos de formas construídas por luz e cor, com especial cuidado aos valores da composição. Apesar de estar distante do rigor matemático do concretismo e do abstracionismo geométrico, sua pintura não surgia do simples acaso e sim de um persistente estudo. Produzia inúmeros desenhos, aquarelas e guaches antes de levar para a tela uma composição acertada. Ainda assim, sua pintura sempre permitia a liberdade expressiva e a subjetividade.
Frequentou o ateliê de Guido Viaro entre 1944 e 1948. Fez sua primeira exposição individual no Centro Cultural Interamericano, em Curitiba, em 1947. Estudou pintura com Ado Malagoli e cenografia de Tomás Santa Rosa, no Serviço Nacional de Teatro, entre 1949 e 1950.
Foi um dos fundadores, em 1951, do Centro de Gravura do Paraná.
Fez viagens à Espanha e à França em 1964, e em 1976 a Paris, Roma e Londres. Em 1965, deu aulas na Escola Superior de Arte de Stuttgart, Alemanha. Dez anos depois foi pintor residente na Fundação Karoly, Vence, França.
Participou do Salão Paranaense de Belas Artes (1949, 1951, 1952, 1953, 1954, 1956 e 1957), do Salão Nacional de Arte Moderna (com isenção de júri em 1959, prêmio de viagem à Europa em 1963 e prêmio de viagem ao país em 1966), do Salão Paulista de Belas Artes (medalha de prata em 1959), da Bienal de São Paulo (1959 e 1989), da Bienal de Veneza (1960), da Bienal Interamericana do México (medalha de ouro em 1960), da Bienal de Paris (1961), e da Bienal Brasil Século XX (1994). Representou o Brasil no Guggenheim International Award de 1960, em Nova York, ao lado de Maria Leontina, Manabu Mabe, Lygia Clark e Flávio Shiró.
Em 2001, recebeu bolsa da Fundação Pollock-Krasner, de Nova York. Realizou numerosas exposições, dentre elas: Galeria Anna Maria Niemeyer (Rio, 1980, 1986 e 2001), Centro Cultural Banco do Brasil (Rio, 1992), Museu de Arte do Paraná, retrospectiva (Curitiba, 1996) e Museu Nacional de Belas Artes (Rio, 2001).
Loio-Pérsio era conhecido por um posicionamento radical em relação ao mercado de arte.